# Miechęcino
Miechęcino (deutsch Mechenthin) ist ein Dorf in der Woiwodschaft Westpommern in Polen. Es gehört zur Gmina Dygowo (Landgemeinde Degow) im Powiat Kołobrzeski (Kolberger Kreis).

## Geographische Lage
Das Dorf liegt in Hinterpommern, etwa 110 Kilometer nordöstlich von Stettin und etwa 14 Kilometer südöstlich von Kołobrzeg (Kolberg). Die nächsten Nachbarorte sind im Westen Bardy (Bartin), Nordwesten Dygowo (Degow) und im Nordosten Pyszka (Peuske).
Das Dorf liegt am rechten Ufer des Flusses Persante, an der Mündung des Ellerbaches in die Persante.

## Geschichte
Das Dorf wurde im Mittelalter im Herzogtum Pommern in der Form eines Winkelzeilendorfes angelegt.
Die erste urkundliche Erwähnung des Dorfes stammt aus dem Jahre 1281. Damals legte der Camminer Bischof Hermann von Gleichen das Kirchspiel und die Einkünfte der in Zernin neugegründeten Kirche fest. Der Bischof wies der Kirche in Zernin Einkünfte aus Mechenthin zu, hielt aber zugleich fest, dass Mechenthin weiterhin nach Degow eingepfarrt bleiben sollte.
Im Jahre 1314 verkaufte der Camminer Bischof Heinrich von Wacholz mit Zustimmung des Camminer Domkapitels 4 Hufen Land in Mechenthin an das Kolberger Domkapitel. Dieser Besitzanteil an Mechenthin blieb im Besitz des Kolberger Domkapitels, bis dieses im Jahre 1811 aufgelöst wurde. Mit der Aufhebung des Kolberger Domkapitels im Jahre 1811 wurde dieser Anteil an Mechenthin dem Amt Kolberg zugewiesen.
Der größere Besitzanteil an Mechenthin war jedenfalls ab dem 16. Jahrhundert im Besitz der adligen Familie Paxlaff. Zu Beginn  des 18. Jahrhunderts teilte die Familie ihren Anteil in ein Obergut (Mechenthin A) und ein Niedergut (Mechenthin B). Der Besitzer des Obergutes geriet in Konkurs, das Obergut gelangte 1775 an den Geheimen Oberfinanzrat Friedrich Wilhelm von Gerlach (* 1711; † 1780), nach dessen Tod an seine Erben und schließlich 1792 an seinen jüngeren Sohn, den Kammerpräsidenten Carl Friedrich Leopold von Gerlach allein.
In der zweiten Hälfte des 18. Jahrhunderts, jedenfalls vor 1787, starb die Familie Paxlaff, die weiterhin das Niedergut besessen hatte, aus. Die beiden Besitzanteile wurden später wieder vereinigt und Mechenthin wurde dann wiederholt verkauft.
Auf der Lubinschen Karte des Herzogtums Pommern von 1618 ist der Ort als Mochentin verzeichnet.
In der 1. Hälfte des 19. Jahrhunderts wurde die Trennung (Separation) zwischen gutsherrlichem und bäuerlichem Besitz durchgeführt. Es entstanden der Gutsbezirk Mechenthin einerseits und die Landgemeinde Adlig Mechenthin andererseits. Der Gutsbezirk Mechenthin umfasste 347 Hektar Land, die Landgemeinde Adlig Mechenthin ein Gemeindegebiet von 83 Hektar. Daneben bestand zunächst eine Landgemeinde Mechenthin Amt, die aus dem früheren Besitz des Kolberger Domkapitels hervorgegangen war. Die Landgemeinde Mechenthin Amt umfasste um 1861 ein Gemeindegebiet von 75 Hektar. Vor 1867 wurden die Landgemeinde Adlig Mechenthin und die Landgemeinde Mechenthin Amt zusammengelegt. Der politische Gutsbezirk wurde 1929 aufgelöst und sein Gebiet ebenfalls in die Landgemeinde Mechenthin eingegliedert.
Im Jahre 1935 verkauften die damaligen Besitzer des Gutes, eine Erbengemeinschaft, das Gut an die Deutsche Ansiedlungsbank. Diese teilte das Gut im Jahre 1938 in einzelne Bauernstellen auf.
Bis 1945 bildete Mechenthin eine Gemeinde im Landkreis Kolberg-Körlin der Provinz Pommern. Zur Gemeinde gehörten keine weiteren Wohnplätze.
1945 kam Mechenthin, wie ganz Hinterpommern, an Polen. Die Dorfbevölkerung wurde durch Polen ersetzt. Der Ortsname wurde als Miechęcino polonisiert.

## Entwicklung der Einwohnerzahlen
- 1816: 113 Einwohner[3]
- 1855: 163 Einwohner[3]
- 1871: 190 Einwohner[3]
- 1905: 182 Einwohner[3]
- 1919: 176 Einwohner[3]
- 1933: 145 Einwohner[3]
- 1939: 143 Einwohner[3]